# Нечаево (Наро-Фоминский район)
Неча́ево — нежилая деревня в Наро-Фоминском районе Московской области, расположенная на территории сельского поселения «Веселёвское». Численность постоянного населения (2005) — 0 человек. Деревня находится в 4 километрах от автотрассы «Верея — Медынь» и связана с ней грунтовой дорогой, которая проходит через деревню Носово. Также имеется связь в виде грунтовых дорог с деревнями Новоалександровка и Новозыбинка.
Фактически прекратила существование не позднее 1983 года. На месте деревни находится несколько СНТ, в том числе, «Нечаево» и «Раздолье» КБ «Салют», а также ряд крестьянских хозяйств.